# Ambrósio (metropolita de Moscou)
Ambrósio, (em russo:  Амвросий), nome secular: André Stiepanovik Zertis-Kamensky, em russo:  Андрей Степанович Зертис-Каменский); (Nizhyn, Ucrânia, 28 de outubro de 1708 — Moscou, 27 de setembro de 1771) foi um bispo ortodoxo russo, Arcebispo de Moscou a partir de 18 de janeiro de 1768 e membro do Santo Sínodo.

## Biografia
André nasceu em Nizhyn, oblast de Chernigov, Ucrânia, e estudou na escola de St Alexander Nevskiy, onde mais tarde tornou-se um tutor. Na idade de trinta e um anos, entrou para o convento, onde tomou o nome de Ambrósio.
Posteriormente, foi nomeado arquimandrita do convento de Nova Jerusalém, em Voznesensk. Posteriormente, foi transferido como bispo, inicialmente para a diocese de Pereiaslave, e depois para a de Krutitsy perto de Moscou, finalmente tornando-se arcebispo de Moscou, em 1761.
Era famoso não só por seu interesse em programas para a diminuição da pobreza em Moscou, mas também como o fundador de novas igrejas e mosteiros. Em 1771 ocorreu um terrível surto de peste em Moscou, e a população começou a se aglomerar em volta de uma imagem da Virgem Maria atribuindo-lhe um poder de cura sobrenatural. Ambrósio, percebendo que este aglomerado de pessoas contribuía para que o contágio da doença se espalhasse mais rapidamente, removeu secretamente a imagem. A multidão, suspeitando que ele fosse o responsável pela remoção, atacou o mosteiro onde ele se encontrava, arrastou-o para longe do santuário, e, tendo-lhe dado tempo para receber o sacramento, o estrangulou.
Entre as obras de Ambrósio estão uma liturgia e traduções dos Padres da Igreja.